# 3360 Syrinx
3360 Syrinx eller 1981 VA är en asteroid i huvudbältet som korsar Jordens och Mars omloppsbanor. Den upptäcktes 4 november 1981 av de båda amerikanska astronomerna Eleanor F. Helin och R. Scott Dunbar vid Palomar-observatoriet. Den är uppkallad efter nymfen Syrinx i den grekiska mytologin.
Asteroiden har en diameter på ungefär 1 kilometer och den tillhör asteroidgruppen Apollo.